# Zbigniew Gniazdowski
Zbigniew Gniazdowski (ur. 15 kwietnia 1877 w Czarnostowie, zm. 12 marca 1950 w Gliwicach) – polski inżynier, operator filmowy i reżyser.

## Życiorys
Urodził się 15 kwietnia 1877 w Czarnostowie k. Łomży, w ziemiańskiej rodzinie Karola Piotra Marcina Gniazdowskiego h. Korab (1844–1926) i Anieli z Gajewskich (1847–1935). Ukończył w 1902 roku Wydział Elektrotechniczny Politechniki w Darmstadt z dyplomem inżyniera elektryka. Po studiach, do roku 1913 (w którym zaprojektował węzeł elektryczny i elektroniczny w Pruszkowie), wykonywał prace inżynieryjne w Warszawie i Kijowie. Rozpoczął współpracę z Wytwórnią filmową „Sfinks” jako kierownik laboratorium. W 1912 roku wynalazł tak zwaną inwersję, polegającą na obróbce taśmy filmowej poprzez chemiczne odwrócenie obrazu negatywowego na pozytywowy, wynalazku jednak nie opatentował. Później pracował przy produkcji filmów wytwórni „Sfinks” jako reżyser i operator filmowy. Łącznie był autorem zdjęć do ponad pięćdziesięciu polskich filmów fabularnych.
W czasie okupacji niemieckiej w latach 1942–1944 współpracował jako fotograf z kierowanym przez Stanisława Jankowskiego ps. Agaton Wydziałem Legalizacji i Techniki działającym w strukturze Oddziału II Komendy Głównej Armii Krajowej.
Po II wojnie światowej nadał pracował w branży filmowej, pełnił m.in. nadzór operatorski nad filmem „Zakazane piosenki”. W ostatnich latach życia zajmował się filmem naukowym, był kierownikiem Ośrodka Filmów Przemysłowych w Gliwicach.
Od 1908 roku był mężem Zofii z Sommerów (1885–1974), z którą miał córki: Wandę i Marię (1910–1997).

## Ordery i odznaczenia
- Złoty Krzyż Zasługi (11 lutego 1937)[3]
- Srebrny Krzyż Zasługi (22 stycznia 1946)[4]